# Toshka-Projekt

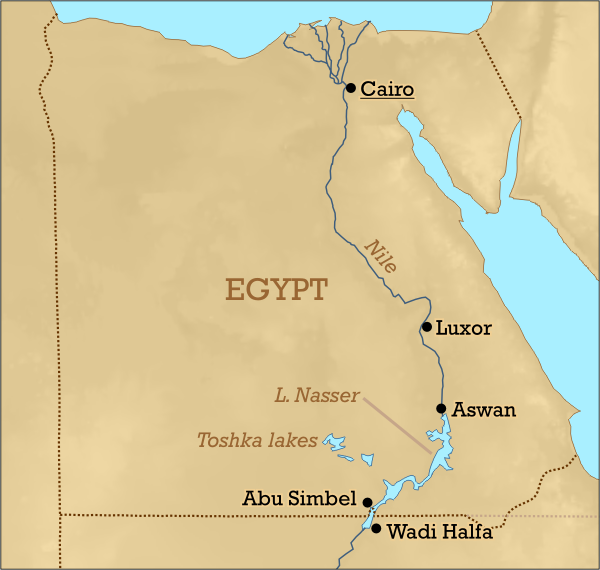
Die Lage des Nassersees und der Toshka-Senke in Ägypten

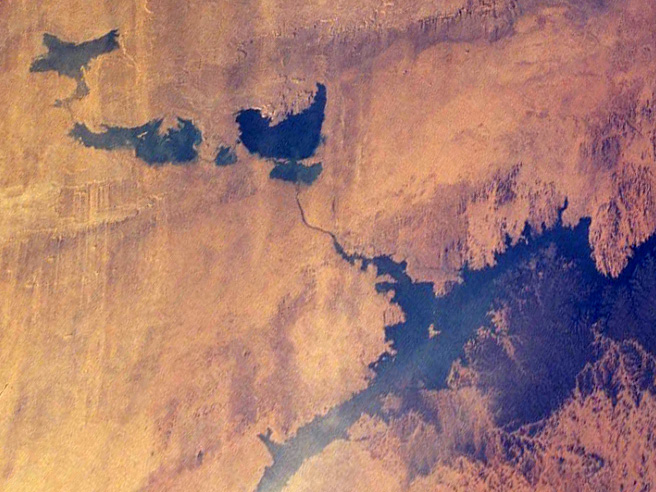
Unten rechts der Nasser-See, oben links die geflutete Toshka-Senke

Als Toshka-Projekt (auch Südägyptisches Entwicklungsprojekt, englisch South Egypt Development Project) wird ein Vorhaben der ägyptischen Regierung bezeichnet, das die Wüste im Südwesten des Landes durch Bewässerung für die Landwirtschaft nutzbar machen soll. Große Wassermengen werden aus dem Nasser-Stausee in einen Kanal gepumpt und in einen Wüstenstreifen parallel zum Nil geleitet.

## Ziele
Hauptziel ist es, das Niltal, in dem fast die gesamte Bevölkerung Ägyptens auf rund 5 % der Landesfläche lebt, zu entlasten. Durch das starke Bevölkerungswachstum und durch Erosion wird dort die landwirtschaftliche Nutzfläche immer geringer. Zunächst sollen im neuen Tal vorwiegend eine exportorientierte Landwirtschaft und Viehzucht betrieben werden, später, begünstigt durch reiche Rohstoffvorkommen in diesem Gebiet, auch Bergbau und Metallindustrie, Fischzucht sowie Tourismus. Als Infrastruktur sind neben bereits vorhandenen Straßen später auch Schienenwege geplant. Strom liefert der Assuan-Staudamm. Bis 2017 sollten durch das Toshka-Projekt auf einer Fläche von 420.000 Hektar Arbeitsplätze und Wohnungen für 3 Mio. Menschen entstehen. Die Siedlungsfläche Ägyptens soll auf diese Weise von momentan 5 % der Landesfläche auf über 20 % vergrößert werden.

## Mubarak-Pumpstation

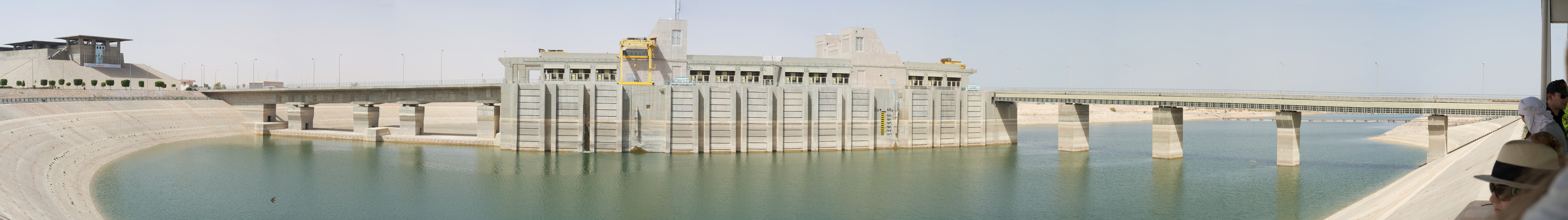
Panorama der Mubarak-Pumpstation

Zentrum des Projekts ist die Mubarak-Pumpstation (Mubarak Pumping Station), die das Wasser des Nasser-Stausees über 50 m hoch in den Scheich-Zayid-Kanal pumpt. Die Pumpstation, etwa 40 Kilometer nordöstlich von Abu Simbel direkt am Nasser-See gelegen, besteht aus einer Beton-Konstruktion und ist etwa 30 m breit, 140 m lang und 60 m hoch und beherbergt 24 vertikale Pumpen. 18 davon sollen ständig in Betrieb sein, während je drei Pumpen gewartet, bzw. in Reserve gehalten werden. 25 Mio. m³ Wasser werden dem See auf diese Weise täglich entnommen. Damit ist die Mubarak-Pumpstation die größte Anlage ihrer Art weltweit. Sie wurde am 12. Januar 2003 offiziell eingeweiht, jedoch erst später in Betrieb genommen, da der Scheich-Zayid-Kanal zu diesem Zeitpunkt noch nicht vollendet war.

## Scheich-Zayid-Kanal
Zweites Schlüsselelement des Projekts ist der Scheich-Zayid-Kanal. Trotz der vor allem im Sommer enormen Verdunstung wurde der Kanal einer Pipeline vorgezogen, wahrscheinlich auf Grund der großen zu transportierenden Wassermenge von rund 25 Millionen Kubikmetern/Tag. Das entspricht dem Inhalt einer mittelgroßen deutschen Talsperre. Der Hauptkanal mit etwa 50 Metern Breite führt vom Nasser-See zunächst gut 50 Kilometer nordwestwärts in die Wüste. Dort verzweigt er sich nach Westen und Norden hin in zwei etwa 25 Meter breite Kanäle. Der westliche verzweigt nach weiteren 8 Kilometern erneut und versorgt von dort große Flächen im Westen und Süden mit Wasser. Der nördliche hat nur kleinere Seitenkanäle, die unmittelbar Bewässerungsflächen versorgen. Insgesamt sollen so etwa je Kanalzweig 40.000 bis 80.000 Hektar landwirtschaftliche Nutzflächen bewässert werden. Das Bett des 8 Meter tiefen Kanals besteht aus einer Zement-Sand-Mischung, die mit einer Beton-Schicht sowie einer Polyethylen-Schicht und zusätzlich einem Schutzanstrich versiegelt wurde. Dieser hohe Aufwand verhindert die Versickerung von Wasser weitgehend. Die Bewässerung der landwirtschaftlich genutzten Flächen sollte mit einer Wasser sparenden Tröpfchenbewässerung erfolgen, weit verbreitet ist aber vor allem großflächige Kreisberegnung anzutreffen. Die bisher angelegten Flächen haben, verglichen mit den winzigen Fellachenstücken im Niltal, betriebswirtschaftlich sinnvolle Größen. Am häufigsten sind Beregnungsflächen mit jeweils etwa 400 oder 800 Metern Durchmesser anzutreffen, das entspricht etwa 12,5 bzw. 50 Hektar Nutzfläche. Insbesondere die größeren erfordern allerdings einen erheblichen Kapitaleinsatz.

## Finanzierung
Finanziert wird das Projekt von der ägyptischen Regierung, die die Infrastruktur zur Verfügung stellt, sowie mit privaten Geldern aus Saudi-Arabien und aus den Vereinigten Arabischen Emiraten. Allein der von Ägypten finanzierte Bau der Mubarak-Pumpstation hat etwa 560 Mio. US-Dollar gekostet. Hohe Investitionen hat auch der saudische Prinz al-Walid ibn Talal mit seiner Kingdom Agricultural Development Company (KADCO) getätigt. Scheich Zayid, ehemaliger Präsident der Vereinigten Arabischen Emirate, hat für den Bau des nach ihm benannten Kanals etwa 100 Mio. US-Dollar bereitgestellt. Insgesamt wird bis 2017 mit Kosten in Höhe von über 60 Mrd. Euro gerechnet.

## Stand der Dinge
Momentan sind sowohl die Pumpstation als auch der Kanal fertiggestellt. Einige Gebiete werden bereits bewirtschaftet (8.400 Hektar von geplanten 175.000 Hektar), während andere noch vorbereitet werden. Hauptsächlich werden Tafeltrauben und Melonen angebaut. Auf dem europäischen Markt erfolgreich sind die Kartoffeln, die hier praktisch ständig angebaut werden können, womit man sich also dem europäischen Saisongefälle entziehen kann. Auch scheint die Bodenqualität besser als erwartet zu sein. Allerdings sind unabhängige Informationen schwer zu erlangen, da Ägypten das Projekt als Prestigevorhaben betrachtet und wohl keine kritischen Fakten veröffentlicht. Im Jahr 2022 soll das verfügbare Nilwasser fast ausschließlich zur Weiterführung des Toshka-Projekts genutzt werden. Der Erfolg des Projektes lässt sich leider nur indirekt belegen, nämlich durch die Proteste der spanischen Orangenbauern im Jahr 2024: „Durch das Toshka-Projekt und der damit verbundenen Bewässerung der Alamein-Wüste mit Nilwasser konnten 600.000 Hektar Wüste in Orangenfelder verwandelt werden.“